# Federazione Italiana Football
La Federazione Italiana Football (F.I.F.) a.s. è un'associazione sportiva, che ha lo scopo di promuovere e organizzare la pratica del football americano in Italia. 

## Storia
Fu organizzata nel 2009 dopo lo scioglimento della NFLItaly di Giovanni Cantù e in competizione con la FIDAF (Federazione Italiana di American Football), che è l'attuale federazione sovrana e riconosciuta dal CONI. Attualmente la FIF a.s. sta collaborando con l'A.I.C.S. (Associazione Italiana Cultura e Sport) per l'introduzione del football amatoriale, area ancora non coperta dalla FIDAF.
La F.I.F. a.s. vuole promuovere la diffusione del football americano in Italia e attraverso esso contribuire alla formazione di uomini oltre che di atleti.
Dalla stagione 2009 la FIF ha organizzato un campionato suddiviso in due livelli, denominati Golden League e Silver League, oltre ai campionati nazionali under 17 e 21. Quest'ultimo nel 2009 è terminato con lo Youngbowl, giocato al Velodromo Vigorelli e vinto dai Red Jackets Luni.
La Golden League 2009 è stato il torneo che ha assegnato il XXIX Superbowl Italiano, vinto dai Bengals Brescia. Mentre il XXX Superbowl, giocato all'Aquila il 6 giugno 2010, al termine della Golden League 2010, è stato vinto dai Red Jackets Luni. Nel 2011 i Bengals festeggiano il "back to back" con un anno di ritardo vincendo il XXXI Superbowl. Nel 2012 i Bengals vincono il terzo titolo negli ultimi quattro anni, vincendo il XXXII Superbowl, disputato il 19 maggio 2012 a Bresso (MI), è interessante notare come nel 2012, rispetto agli anni precedenti, la Golden League si è disputata giocando Football 9men invece del tradizionale 11men.
La Silver League nel 2009 ha visto vincitori i Briganti Napoli, nel 2010 la vittoria è andata ai Cavaliers Castelfranco Veneto, nel 2011 i già campioni dell'under 21 Skorpions Varese, mentre nel 2012 il torneo non si è disputato.
Formalmente dal 2014 la FIF Asd non organizza più alcun campionato, il Torneo AICS di Football Americano (qui riportato ancora come FIF Golden League) viene formalmente organizzato e gestito dalla società dei Rams Milano dietro mandato AICS.

## Albi d'oro

### Golden League
- 2009 -  Bengals Brescia
- 2010 -  Red Jackets Luni
- 2011 -  Bengals Brescia
- 2012 -  Bengals Brescia[2]
- 2012 Aut. -  Rams Milano[2]
- 2013 -  Terminators Brescia[2]
- 2014 -  Rams Milano[2]

### Silver League
- 2009 -  Briganti Napoli
- 2010 -  Cavaliers Castelfranco Veneto
- 2011 -  Skorpions Varese
- dal 2012 - campionato non disputato